# Tromsøya
Tromsøya (sami septentrional: Romssasuolu) és una petita illa situada entre la península Escandinava i l'illa Kvaløya, al municipi de Tromsø, comtat de Troms, Noruega. Conté el centre de la ciutat de Tromsø i diverses zones residencials. Els 22,8 quilòmetres quadrats l'illa té una població (2012) de 36.088 habitants, el que dona a la ciutat una densitat de població de 1.583 habitants per quilòmetre quadrat.
L'aeroprt de Tromsø es troba en el costat occidental de l'illa. El Llac Prestvannet està situat al centre de l'illa i el llac i l'àrea al voltant d'ella ara és una zona de reserva natural. L'illa està connectada a Tromsdalen al continent cap a l'est pel pont de Tromsø i el túnel de Tromsøysund i està connectat al llogaret de Kvaloysletta a l'illa Kvaløya l'oest pel pont Sandnessund.
La Universitat de Tromsø, l'Hospital Universitat del Nord de Noruega i el museu de Tromsø estan ubicats a la part oriental de l'illa.